# Kristofer Arwin
Kristofer Arwin, svensk entreprenör och civilekonom som 1999 startade prisjämförelsetjänsten Pricerunner, många gånger utnämnd till Sveriges bästa sajt, bland annat av Internetworld. 2004 sålde Kristofer Pricerunner för 30 miljoner USD till Nasdaqföretaget ValueClick. När han efter 7 år som VD och två år efter försäljningen lämnade företaget fanns tjänsten i 6 länder, hade 8 miljoner besökare, 120 anställda och omsatte 20 miljoner USD med god vinstmarginal.
2007 grundade Arwin, tillsammans med bland annat Magnus Wiberg, Internettjänstföretaget Wiral Internet Group som nu lanserar nya söktjänsten Testfreaks där man går ett steg längre än Pricerunner genom att jämföra produkttester. Kristofer är också styrelseledamot i bland annat StagePool.